# Стайхен, Эдвард

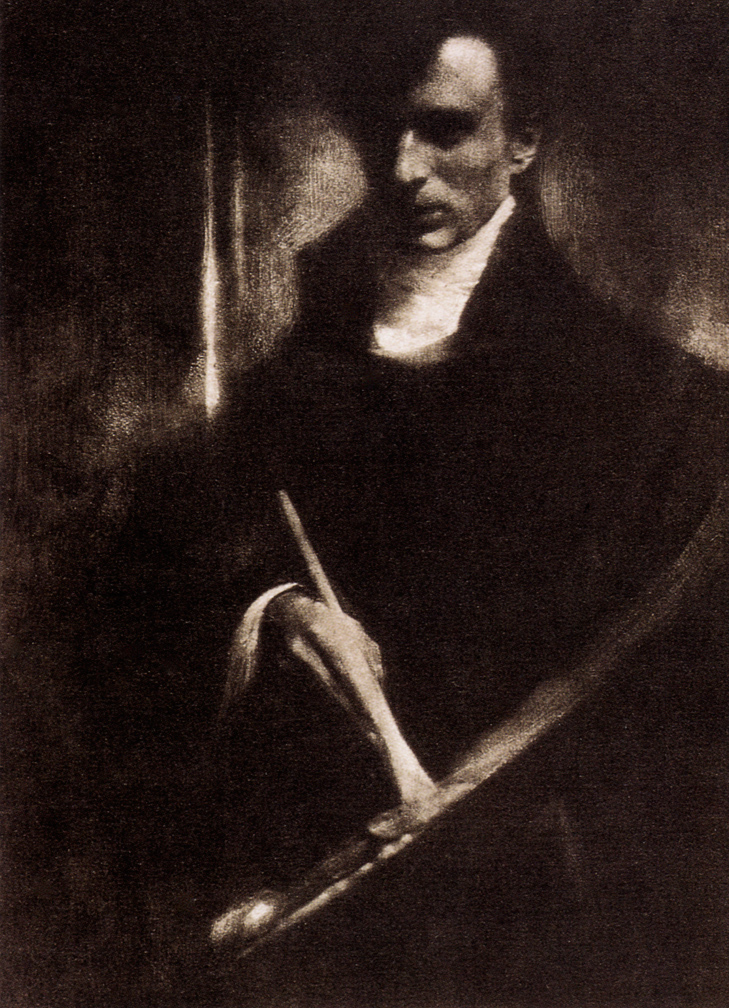
Эдвард Стайхен. Автопортрет, 1903

Эдвард Стайхен или Стейхен (Edward Steichen; 27 марта 1879, Бивинген, Люксембург — 25 марта 1973, Уэст Реддинг, Коннектикут) — американский фотограф, критик, один из наиболее влиятельных мастеров фотографии XX века. Вместе с Альфредом Стиглицем стоял во главе американского «Фото-сецессиона». Представитель художественной фотографии. Один из основателей жанра модной фотографии.

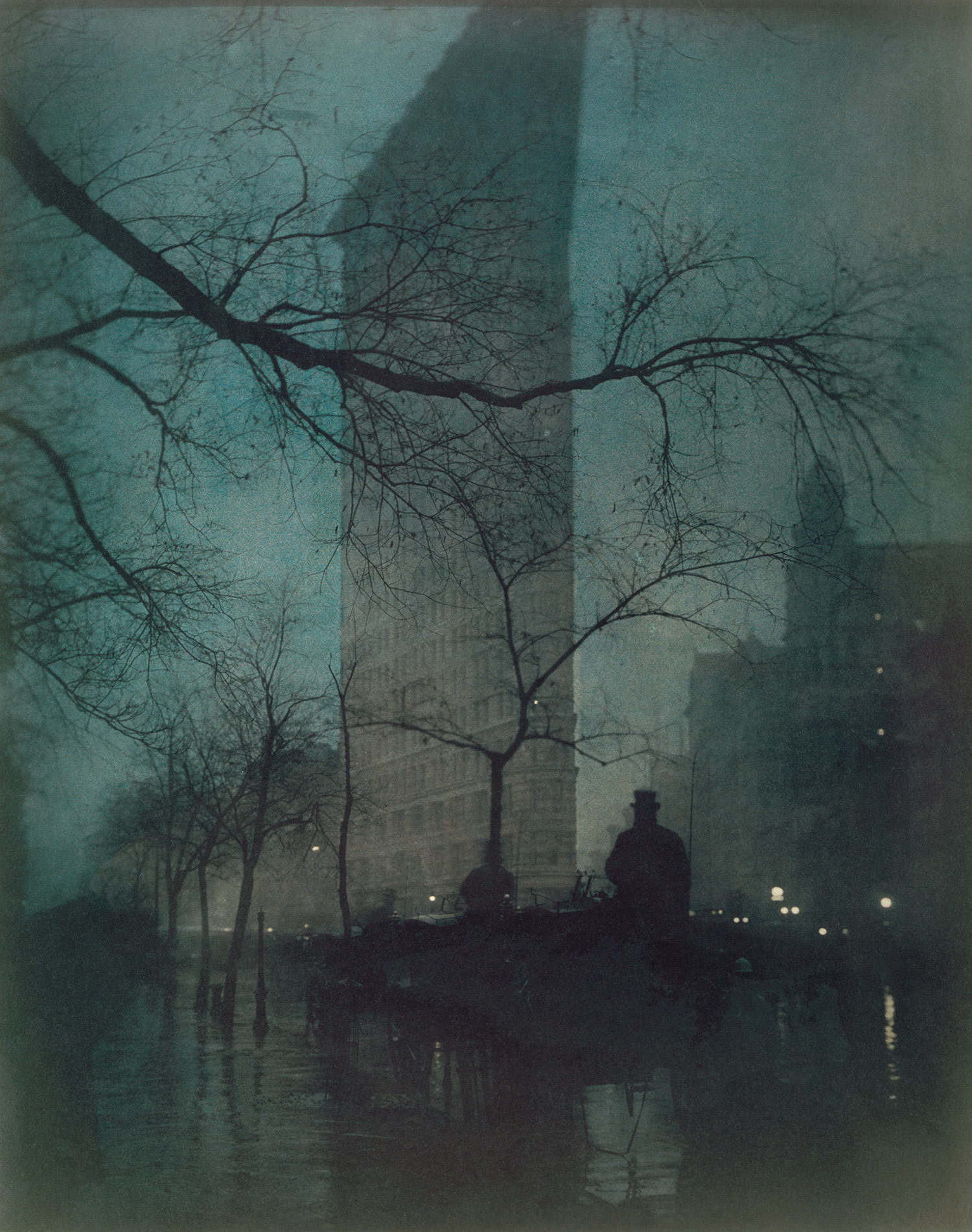
Э. Стейхен. Флэт-Айрон билдинг, 1904

## Биография и творчество
Стайхен родился 27 марта 1879 года в Люксембурге, а вырос в США. Начинал как художник-импрессионист, находился под влиянием Родена. В 1895 году Эдвард стал заниматься фотографией в художественном стиле. Уже в 1902 году он являлся одним из основателей «Photo Secession» в Нью-Йорке. Будучи несколько лет в Париже, он открыл для себя авангардное искусство. Во время Первой мировой войны перешёл на позиции бескомпромиссного реализма. Во время Первой мировой войны, служа в сухопутных войсках США, преподавал рекрутам основы аэрофотосъемки. В 1920-е и 1930-е гг. создал серию портретов голливудских знаменитостей (в частности, Греты Гарбо), известен как один из важнейших представителей ранней модной фотографии. В 1923 году Стейхен стал главным фотографом издательского дома «Conde-Nast», в котором 1938 года он был ответственным за журналы моды Vanity Fair и Vogue.
Во время Второй мировой войны Стайхен занимался кинодокументалистикой, был удостоен «Оскара». С 1947 по 1962 год занимал должность директора по фотографии Музея современного искусства, где на экспозиции The Family of Man (Род человеческий), 1955 выставил более 500 фотографий, иллюстрирующих основные аспекты человеческой жизни; они были отобраны из числа 2 млн снимков, присланных из 68 стран. Предисловие к каталогу написал Карл Сэндберг, зять Стайхена.

## Карьера

### Camera Work и «Маленькие галереи»
В 1900 году происходит знакомство Стайхена и Альфреда Стиглица. В 1902 Стиглиц попросил Стайхена разработать логотип для журнала Camera Work. Фотографии Стайхена также стали появляться на страницах Camera Work.
В 1905 году Стиглиц и Стайхен создали так называемые «Маленькие галереи» (Little Galleries) — одну из первых художественных галерей в Нью-Йорке, где проходили выставки Огюста Родена, Анри Матисса, Поля Сезанна, Пабло Пикассо и Константина Бранкузи.

### Стайхен и Модная фотография
В 1911 году Люсьен Фогель, издатель журналов Jardin des Modes и La Gazette du Bon Ton, пригласил Стейхена сделать несколько фотографических изображений, связанных с модой. Стайхен сфотографировал платья, созданные модельером Полем Пуаре. Изображения были опубликованы в апрельском номере журнала Art et Décoration за 1911 год. Две фотографии были цветными, они появились рядом с рисунками Жоржа Лепапа.
Стайхен считается одним из создателей модной фотографии.
В 1923 году Стайхен был приглашен Конде Настом для работы в журнале Vogue. Стиль Стайхена был широко распространен в модной фотографии до конца 1920-х годов.

### Музей Современного искусства в Нью-Йорке
Летом 1929 года директор Музея современного искусства Альфред Х. Барр инициировал создание отдела, посвященного фотографии. В1947 году Стайхен был назначен главой фотографического отдела. Он занимал этот пост до 1962 года.
Его назначение вызвало противоречивую реакцию: стиль фотографий самого Стайхена казался излишне коммерческим и популярным. Одним из самых громких эпизодов стал протест, который выразил Ансель Адамс. Он написал письмо, где выразил свое разочарование по поводу назначения Стайхена главой фотографического департамента.
Среди наиболее известных проектов Стайхена для Музея современного искусства — выставка «Род человеческий»,  которая состоялась в 1955 году.

## Творчество и критика
В своей книге О фотографии Сьюзен Зонтаг рассматривает фотографии Стейхена как один из примеров новой концепции красоты. В частности, речь идет о фотографии Бутылка молока, которая была выполнена в 1915 году. Зонтаг отзывается о фотографиях Стейхена с одобрением и симпатией, считая его фотографии и его проект Род человеческий (The Family of Man) положительным изобразительным примером и образцом позитивной гуманистической программы по сравнению с работами Дианы Арбус.

## Награды
- Медаль прогресса (Королевское фотографическое общество) (1960)
- Медаль прогресса (Фотографическое общество Америки) (1967)

## Наследие и признание
В 2006 году экземпляр фотографии Стейхена «Озеро в лунном свете» (1904) был продан на аукционе «Сотбис» почти за 3 000 000 $, что на тот момент было абсолютным рекордом.
Именем Стайхена названа площадь в его родном городе Бивингене и улица в районе Киршберг столицы Люксембурга.

## Избранные работы
- Edward Steichen: A life in photography. Garden City: Doubleday, 1963
- Steichen E. The Family of Man. New York: The Museum of Modern Art, 1955. ISBN 0-87070-341-2